# فورست (ویرجینیا)
فورست (به انگلیسی: Forest) یک منطقهٔ مسکونی در ایالات متحده آمریکا است که در شهرستان بدفورد، ویرجینیا واقع شده‌است. فورست ۳۵٫۹ کیلومتر مربع مساحت و ۹٬۱۰۶ نفر جمعیت دارد و ۲۶۶ متر بالاتر از سطح دریا واقع شده‌است.